# Der Job seines Lebens
Der Job seines Lebens ist eine deutsche Verwechslungskomödie von Rainer Kaufmann aus dem Jahr 2003. Im Jahr 2004 erschien die Fortsetzung Der Job seines Lebens 2 – Wieder im Amt.

## Handlung
Der Langzeitarbeitslose Erwin Strunz fährt mit seiner Frau Erika in den Campingurlaub an die Ostsee. Während eines Zwischenstopps lässt sich Erwin von Erika überreden, in die Innenstadt zu fahren und nicht nur Brötchen zu kaufen, sondern sich auch rasieren zu lassen. Als Erwin Strunz aus dem Friseurladen kommt, zeigt sich, dass er ein Ebenbild des amtierenden Ministerpräsidenten Uwe Achimsen ist, dessen Arbeitsplatz in der Stadt liegt. Erwin wird auf der Straße von zwei empörten Männern beschimpft und von seiner Entourage sofort zu seiner Arbeitsstätte gebracht. Zwar wundern sich alle, den Ministerpräsidenten zu sehen, der eigentlich mit seiner Frau Heide im Urlaub sein sollte, doch akzeptieren sie seine Anwesenheit, befindet sich die Regierung wegen der anstehenden Schließung der Spielmann-Werke doch sowieso in der Krise.
Erwin ist zunächst überfordert und ratlos, wird jedoch von der Reinemacherfrau gebeten, die Spielmann-Werke zu retten, da ihr Mann dort beschäftigt ist. Vor Erika behauptet er, dass er ein Jobangebot erhalten habe und daher noch ein paar Tage in der Stadt bleiben will. Er beginnt, sich in den Spielmann-Aktenberg einzulesen, und erkennt, dass zwar Fördergelder bereitstehen, diese aber durch ein Veto aus Brüssel blockiert werden. Bald kann Erwin vor Erika seine Arbeit nicht mehr geheim halten. Sie ist begeistert von der Aussicht, dass ihr Mann „Ministerpräsident ist“. Beide ziehen in die Villa des Ministers ein und lassen sich auf Erikas Drängen auch zusammen in der Öffentlichkeit sehen. Bald berichten die Klatschmagazine von der Affäre Uwe Achimsens. Der ist mit seiner Frau in Kärnten, kann jedoch zu Heides Leidwesen nicht ausspannen, sondern will ständig telefonieren. Eines Tages ist er sogar auf Dienstreise unterwegs, als Heide von ihrer Tochter einen Anruf erhält, weil diese „Uwe“ mit einer anderen Frau gesehen hat. Als Heide in ihrer Villa anruft, geht Erika ans Telefon, sodass Heide sofort heimreist. Erwin hat unterdessen eine Ministerratssitzung einberufen und erkannt, dass die politischen Lager nur gegeneinander reden, sich aber keiner für das Spielmann-Werk und das Schicksal der Arbeiter zu interessieren scheint. Er fährt direkt zum Werk und verspricht, sich für den Erhalt des Werks und die Freigabe der Gelder einzusetzen. Kurz darauf gibt er die Gelder ohne Zustimmung von Brüssel frei.
Heide erscheint im Büro des Ministerpräsidenten und weiß sofort, dass der Mann am Schreibtisch nicht Uwe ist. Sie ist jedoch von Erwins Herangehensweise angetan und stellt zuerst ihr Image wieder her: Gemeinsam mit Erwin geht sie in ihre Stammkneipe und lässt sich zusammen mit ihm fotografieren. Weil sie erkennt, dass Erwins Art bei den Menschen ankommt, lässt sie ihn weiter agieren und bereitet ihn auf den nächsten harmlosen Termin an der Ostsee vor. Anschließend fährt sie ab und lotst Uwe zu Erwins Schrebergarten, wo sie ihn in die aktuelle Lage einweiht. Uwe ist verärgert, dass anscheinend niemand bemerkt, dass nicht er es ist, der hinter dem Schreibtisch sitzt. Auf Heides Bitten begibt er sich an Erwins Stelle zum Arbeitsamt, versagt jedoch mit seiner arroganten Art. Erwin muss unterdessen überraschend für den Bundespräsidenten einspringen und die britische Königin empfangen, begeistert sie jedoch mit seinem Sparprogramm, das Hausmusik und Erbsensuppe vereint. Erwin und Erika beenden planmäßig ihren Urlaub und fahren in ihren Schrebergarten, wo sie auf Uwe und Heide treffen. Es kommt zur Aussprache. Weil Erwin wegen Uwes Verhalten das Arbeitslosengeld gestrichen wird, stellt Uwe ihn als seine zeitweise Vertretung ein. Erwin muss nun alle Firmenprobleme der letzten Zeit bearbeiten, da jeder seine Hoffnung in ihn setzt. Für seine Freunde hat er nun vor lauter Arbeit kaum noch Zeit und verflucht die Arbeit ein ums andere Mal.

## Produktion
Der Job seines Lebens wurde vom 14. Juni bis zum 15. Juli 2002 in Leipzig und Umgebung gedreht.
Die Erstausstrahlung des Films am 1. Mai 2003 wurde in Deutschland von insgesamt 7,39 Millionen Zuschauern gesehen und erreichte einen Marktanteil von 23,6 % für Das Erste; in der Gruppe der 14- bis 49-jährigen Zuschauer konnten 2,30 Millionen Zuschauer und ein Marktanteil von 17,6 % erreicht werden.

## Kritik
„Leichthändig inszenierte Verwechslungskomödie mit einem überzeugenden Wolfgang Stumph in einer Doppelrolle.“

„Die Politposse von Rainer Kaufmann […] amüsiert durch witzige Dialoge, absurde Szenen und treffende Seitenhiebe auf Behörden und Politik.“